# Jean Failler

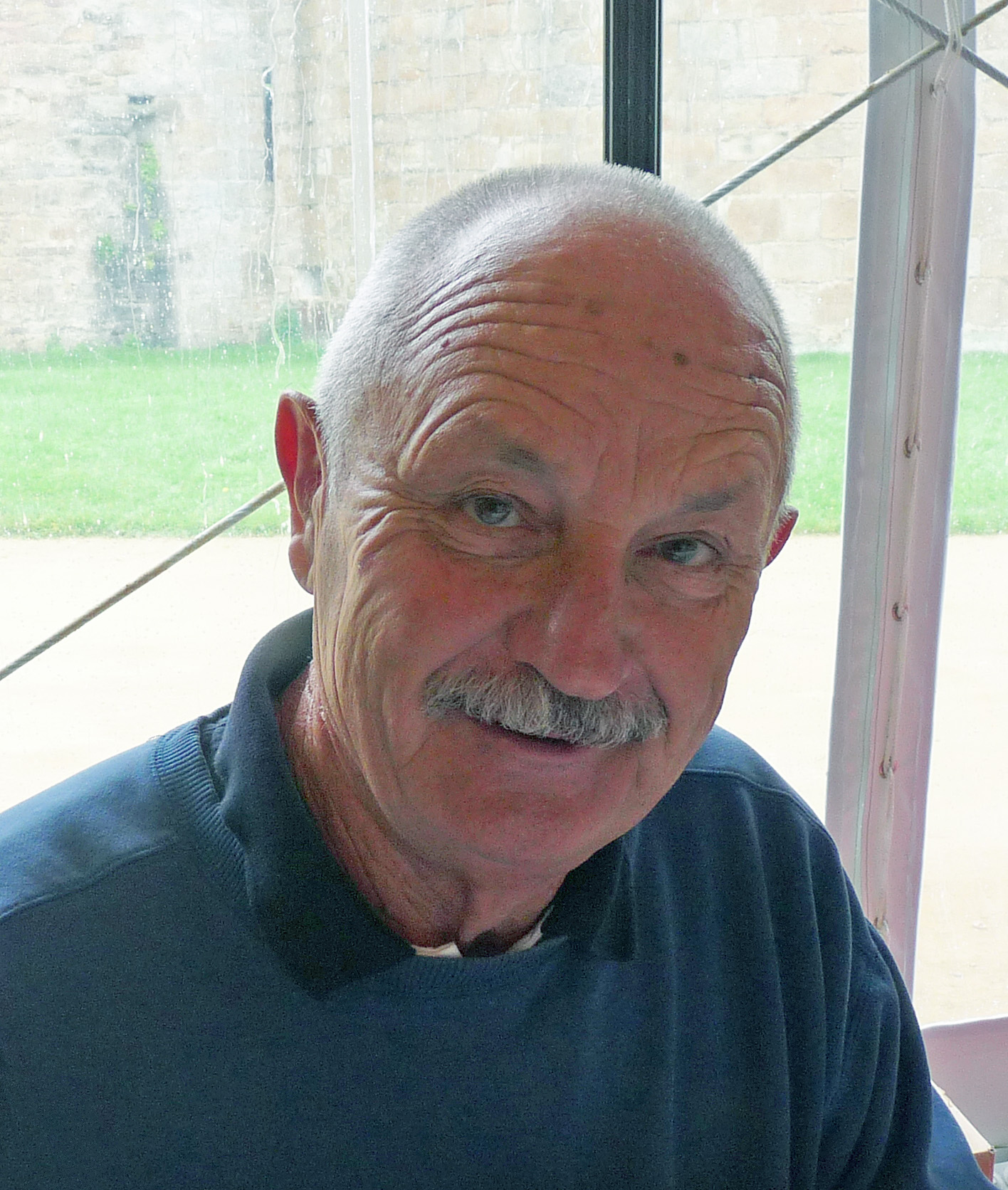
Jean Failler, 2012

Jean Failler (* 26. Februar 1940 in Quimper, Département Finistère) ist ein französischer Schriftsteller.

## Leben
Failler entstammte einfachen Verhältnissen: sein Vater war Zimmermann und seine Mutter Wäscherin und seine beiden Großväter waren Fischer. Mit siebzehn Jahren erreichte er 1957 seinen Schulabschluss und versuchte als Briefträger wie auch als Versicherungsvertreter auf eigenen Füßen zu stehen. Seinen Militärdienst leistete Failler als Marineinfanterist in Algerien ab und konnte erst 1962 nach Kriegsende nach Frankreich zurückkehren.
Dort begann er in einem ortsansässigen Fischhandel zu arbeiten und übernahm diesen später. Nach beinahe dreißig Jahren musste Failler seinen Fischhandel aus wirtschaftlichen Gründen aufgeben. In der daraus resultierenden Arbeitslosigkeit begann er einen Roman zu schreiben und konnte 1992 mit seinem Erstling L’ombre du „Vétéran“ erfolgreich reüssieren. Da sich dieser Erfolg bei nahezu jeder Veröffentlichung einstellte, widmete sich Failler bis heute (Stand März 2021) dem Schreiben.

## Rezeption
Faillers erfolgreichste Protagonistin ist die Polizeiinspektorin Mary Lester. Das Interessante dieser Reihe ist, dass in jedem der über vierzig Bände an einem anderen Ort der Bretagne ermittelt wird. Mit viel Liebe zum Lokalkolorit beschreibt Failler Ortschaften wie Concarneau, Île-Tudy oder Saint-Malo, erzählt detailliert von Landschaften wie La Brière, den Glénan-Inseln oder den Montagnes Noires; aber auch Veranstaltungen im Château de Trévarez oder das jährliche Festival des Vieilles Charruis werden den Lesern nahe gebracht.

## Ehrungen
- 1993 Prix Pierre-Mocaër[1] (Association des écrivains bretons) für seinen Roman L’ombre du „Véteran“

## Werke (Auswahl)

### Erzählungen
- Les gros lot et autres récits.[2]
- L’homme que je n’ai pas tué et autres récits.[2]

### Romane
- Mary-Lester-Reihe.

1. Les bruines du Lanester.
2. Les diamants de l’archiduc.
3. La mort au bord de l’étang.
4. Marée blanche.
5. La manoir écarlate.
6. Boucaille sur Douarnenez.
7. L’homme aux doigtd bleus.
8. La cité des dogues.
9. On a volé la belle étoile!
10. Brume sous le grand pont.
11. Mort dune rombière.
12. Alles simple pour l’enfer-
13. Roulette russe pour Mary LEster.
14. À l’aube du troisième jour.
15. Les gens de la rivière.
16. La bougresse.
17. La régate du Saint-Philibert.
18. Le testament duchien.
19. L’or du Louvre.
20. Forces noires.
21. Couleur canari.
22. Le renard des grèves. (2 Bände).
23. Les fautes de Lammé-Bouret.
24. La variée était en noir.
25. Rien qu’une histoire d’amour.
26. Ça ira mieux demain.
27. Bouboule est morte.
28. Le passagier de la Toussaint.
29. Te souviens-tu de Souliko'o? (2 Bände).
30. Sans verser de larmes.
31. Il vous suffira de mourir (2 Bände).
32. Casa de l amor.
33. le 3ème œil du professeur Margerie.
34. Villa des quatre vents. (2 Bände).
35. Le visiteur du vendredi.
36. La croix des veuves. (2 Bände)

- Filosec-&-Biscoto-Reihe.

1. Les naufragés de l’île sans nom.
2. Le manoir des hommes perdus.
3. Le passagers du Sirocco – Le jardin de simples.
4. Le passagers du Sirocco – Dans les griffes du docteur Cha.
5. Monnaie de singe.